# Psammotettix alexandri
Psammotettix alexandri är en insektsart som beskrevs av Korolevskaya 1968. Psammotettix alexandri ingår i släktet Psammotettix och familjen dvärgstritar. Inga underarter finns listade i Catalogue of Life.